# سيفارد سبروكل
سيفارد سبروكل (بالهولندية: Civard Sprockel)‏ (10 مايو 1983 بويلمستاد في كوراساو - ) هو لاعب كرة قدم هولندي في مركز الدفاع. لعب مع أنورثوسيس فاماغوستا وسسكا صوفيا وفاينورد وفيتيسه آرنهم ونادي إكسلسيور ونادي بوتيف بلوفديف ونوتس كاونتي وOthellos Athienou FC ‏.

## وصلات خارجية
- سيفارد سبروكل على موقع الاتحاد الدولي (مؤرشف)  (الإنجليزية)
- سيفارد سبروكل على موقع الاتحاد الأوربي (الإنجليزية)
- سيفارد سبروكل على موقع قاعدة بيانات كرة القدم.إي يو (الإنجليزية)
- سيفارد سبروكل على موقع Soccerway.com (الإنجليزية)